# او-۵۵ (کریگس‌مارینه)
او-۵۵ (به آلمانی: U-55) یک او-بوت کریگسمارینه از نوع ۷ب بود.